# Jean-Jacques Pillot
Pour les articles homonymes, voir Pillot.
Jean-Jacques Pillot, né le 9 août 1808 à Vaux-Lavalette (Charente) et mort à la prison centrale de Melun (devenu depuis le centre de détention de Melun) le 13 juin 1877, est un médecin, journaliste, écrivain et homme politique socialiste français. Figure du communisme néo-babouviste des années 1840, athée, il est une personnalité de la Commune de Paris.

## Biographie

### Le militant communiste néo-babouviste
Se destinant à la vie religieuse, il étudie au séminaire, avant d'enseigner à Marennes. Il renonce à son état de prêtre en 1837 et devient médecin. À partir de 1839, il fait de la propagande pour les idées de Babeuf. Arrêté à la suite de l'insurrection de la Société des saisons (12-13 mai 1839), il est enfermé à Sainte-Pélagie. Il devient directeur de la Tribune du Peuple, organise avec Théodore Dézamy et Corneille Homberg, le premier banquet communiste à Belleville le 1er juillet 1840 et est condamné à six mois de prison, en 1841, pour affiliation à une secte communiste. Il est condamné à la déportation après le coup d'État de Louis-Napoléon Bonaparte en 1851, condamnation à laquelle il se soustrait en s'exilant au Brésil. Revenu en France, il se lance dans les affaires (pâtes dentifrice et dentiers).

### La Commune de Paris
Pendant le siège de Paris par les Allemands (septembre 1870- mars 1871), il se fait remarquer comme orateur au Club de l'École de médecine ; il est membre de l'Association internationale des travailleurs et favorable au Blanquisme. Aux élections complémentaires du 16 avril 1871, il est élu au Conseil de la Commune par le 1erarrondissement. Il vote pour la création du Comité de Salut public. Il est arrêté par les Versaillais en octobre 1871, est accusé d'avoir participé à l'incendie du Palais des Tuileries. En mai 1872, il est condamné aux travaux forcés à perpétuité par le Conseil de guerre, mais sa peine est commuée en réclusion perpétuelle.
Avec Jules Gay et Théodore Dézamy, il est cité par Karl Marx parmi les « communistes matérialistes ».

## Œuvre
- Le Code religieux, ou le Culte chrétien, Paris, Valant, 1837, 64 p.
- La Tribune du peuple, recueil philosophique et historique, Paris, la Tribune du peuple, 1839, 224 p.
- Histoire des égaux ou moyens d'établir l'égalité absolue parmi les hommes, Paris, aux bureaux de la Tribune du peuple, 1840, 61 p.
- Ni châteaux, ni chaumières, ou état de la question sociale en 1840, Paris, imprimerie Bajat, 1840, 60 p.
- La Communauté n'est plus une utopie ! Conséquence du procès des communistes, Paris, l'auteur, 1841, 32 p.

### Notices biographiques
- Jules Clère, Les hommes de la Commune : Biographie complète de tous ses membres, Paris, Libraire-éditeur É. Dentu, 1871, xiv-195, 1 vol. in-18 (OCLC 457798492, lire en ligne sur Gallica), p. 124-125
  - Jules Clère, Les hommes de la Commune : Biographie complète de tous ses membres, Paris, Libraire-éditeur É. Dentu, 1871, 4e éd. (1re éd. 1871), vi-215, 1 vol. in-18 (lire en ligne sur Gallica), p. 138-140
- Paul Delion, Les membres de la Commune et du Comité central, Paris, A. Lemerre éditeur, août 1871, 446 p. (lire en ligne sur Gallica), p. 157-158
- Bernard Noël, Dictionnaire de la Commune, Coaraze, L'Amourier éditions, coll. « Bio », avril 2021 (1re éd. 1971), 799 p. (ISBN 978-2-36418-060-4, ISSN 2259-6976, présentation en ligne), p. 624-625
- « Notice Pillot Jean-Jacques dit Docteur Pillot », sur maitron.fr, Le Maitron, dictionnaire bibliographique du mouvement ouvrier et du mouvement social, Association Les Amis du Maitron (consulté le 17 août 2021)